# إلمر جاي روجرز جونيور
إلمر جاي روجرز جونيور (بالإنجليزية: Elmer J. Rogers, Jr.)‏ هو ضابط أمريكي، ولد في 12 أكتوبر 1903 في تونتون في الولايات المتحدة، وتوفي في 20 يونيو 2002 في مقاطعة أرلنغتون في الولايات المتحدة.